# Marbury mot Madison
Marbury mot Madison (1803) är ett centralt rättsfall i amerikansk konstitutionell rätt. Högsta Domstolen i USA prövade frågan om lagprövningsrätt utifrån USA:s konstitution, artikel III. Utgången i fallet har format gränsdragningen mellan den dömande och den legislativa makten.

## Bakgrund
William Marbury blev 1801 utsedd till fredsdomare för District of Columbia av USA:s president John Adams en dag innan dennes frånträde. Ett stort antal domare utnämndes samma tidpunkt till andra domstolar i landet, då John Adams, som ledare för det federalistiska partiet sökte skevfördela balansen i den dömande makten för det tillträdande demokratisk-republikanska partiet. Den tillträdande presidenten Thomas Jefferson vägrade verkställa dessa utnämningar. Marbury sökte därför verkställighet av beslutet hos USA:s utrikesminister James Madison genom en så kallad writ of mandamus.

## Domskäl
Chefsdomare John Marshall skrev domstolens skäl. I skälen presenterades tre frågor. 
- Har Marbury rätt till ersättning?
- Ger landets lagar något rättsmedel?
- Är en writ of mandamus ett korrekt rättsmedel?

De två första frågorna besvarades snabbt, och Marshall förklarade att Marburys rätt hade kränkts genom vägran av verkställande av hans förvärvade rättighet. Vidare konstaterades att det för varje rättighet som kan förvärvas måste finnas ett effektivt rättsmedel för att avhjälpa fel. Att verkställa utnämningen är en rent administrativ handling som ska utföras enligt lag, och därför erbjuder lagen i sig ett rättsmedel. 
Vad gäller den tredje frågan är svaret utförligare. Marshall delar upp frågan i två delar. Han ställer sig frågan om en writ of mandamus kan ge Marbury det resultat han eftersträvar, och om detta besvaras jakande, om en sådan writ kan sökas hos högsta domstolen. Han konstaterar att en verkställighetsförklaring per definition är rätt rättsmedel för att avhjälpa tvister av denna typ. Marshall undersökte därefter The Judicial Act of 1789, vilken innehöll den rättsliga grunden att utfärda en writ of mandamus, samt artikel III i konstitutionen. Marshall såg en konflikt mellan lagarna och behövde därför besvara frågan om vad som sker vid en lagkonflikt. Domstolen bedömer att syftet med en grundlag skulle undermineras om lagstiftning gavs högre rang i normhierarkin. Detta innebar att The Judicial Act måste ge vika för konstitutionens regler. Marshall skriver att då det är domstolarnas syfte att bedöma rättsfall, måste domstolarna även kunna bestämma den tillämpliga lagen. Vid lagkollision är det därför domstolarnas uppgift att utröna vilken den tillämpliga lagen är. 
Med detta resonemang landar domstolen i slutsatsen att den saknar jurisdiktion över fallet, då den rättsliga grunden att utfärda en writ of mandamus strider mot konstitutionen. 